# یواس‌اس سنت لوئیس (ال‌سی‌اس-۱۹)
یواس‌اس سنت لوئیس (ال‌سی‌اس-۱۹) (به انگلیسی: USS St. Louis (LCS-19)) یک کشتی است که طول آن ۳۷۸٫۳ فوت (۱۱۵٫۳ متر) می‌باشد.